# Ребенжа, Евгений
Евгений Ребенжа (рум. Eugen Rebenja; род. 5 марта 1995, Тирасполь) — молдавский футболист, нападающий «Илзера».

## Карьера
Евгений является воспитанником Академии футбола «Шериф», выступал за вторую, а затем и основную команду «Шериф». В июле 2013 года подписал контракт с «Тирасполем». В январе 2015 года на правах аренды Ребенжа перешёл в «Шериф». 24 мая 2015 года выиграл с командой Кубок Молдавии 2014/15.

## Достижения
Шериф
- Обладатель Кубка Молдавии: 2014/15
- Чемпион Молдавии (2): 2012/13, 2015/16
- Бронзовый призёр чемпионата Молдавии: 2014/15